# Dorothea Angermann
Dorothea Angermann ist ein deutsches Filmdrama in Schwarzweiß von Robert Siodmak aus dem Jahr 1959 mit Ruth Leuwerik, Bert Sotlar, Alfred Schieske und Kurt Meisel in den Hauptrollen. Das Drehbuch, das auf Motiven des 1926 uraufgeführten gleichnamigen Schauspiels von Gerhart Hauptmann beruht, verfasste Herbert Reinecker. 

## Handlung
Dorothea Angermann, die Tochter eines angesehenen Pastors einer ländlichen Gemeinde, ist wegen Mord an ihrem Ehemann angeklagt. Während des Prozesses wird das Geschehen in Rückblenden erzählt:
Seit Pastor Angermanns Frau ihr Glück bei einem anderen Mann gesucht hat, ist der Mann verhärmt und unglücklich. Weil er vermeiden will, dass seiner einzigen Tochter einmal das gleiche Schicksal widerfahre, hat er sie in strenger Zucht und Ordnung erzogen. Als Dorothea in der Kreisstadt an einem Kochkurs teilnimmt, kommt sie mit lauter jungen Mädchen zusammen, die voller Lebensneugier sind. Alle schwärmen für den Koch Mario. Der hat schon die meisten seiner Schülerinnen um den Finger gewickelt. Jetzt wäre eigentlich Dorothea an der Reihe. Die wartet auch darauf, dass er sich ihr zuwendet. Weil er aber ein anderes Opfer gefunden hat, läuft Dorothea traurig durch die Stadt und sucht Zuflucht in einem Hotel. Dort lernt sie den Ingenieur Michael Sever kennen, der ihr ihre Bedrückung ansieht und sich rührend um sie kümmert. Als er telegrafisch abberufen wird, verspricht er Dorothea, er werde sich wieder bei ihr melden.
Etliche Wochen später steht Sever vor der Tür des Pfarrhauses. Er bittet Dorothea, seine Frau zu werden; sie aber gibt ihm einen Korb. Enttäuscht verlässt Sever das Haus.
Dorothea erwartet ein Kind von Mario. Als sie dies ihrem Vater beichtet, zwingt der sie, den Koch zu heiraten. Die Ehe aber kommt für Dorothea  einem Spießrutenlaufen gleich. Mit dem Geld, das sie von ihrem Vater zur Hochzeit erhalten hat, macht sich ihr Mann ein flottes Leben. Dorothea wird von ihm betrogen und misshandelt. Als sie es nicht mehr mit ihm aushält, beginnt sie zu trinken. Bei einem neuerlichen Streit mit ihrem Mann stürzt sie zu Boden und bringt ihr Kind tot zur Welt.
Als sie aus der Klinik entlassen wird, fürchtet sich Dorothea davor, nach Hause zu gehen. Da trifft sie auf dem Bahnhof erneut mit Michael Sever zusammen. Ihm erzählt sie die ganze Geschichte. Am liebsten nähme Michael sie gleich in seine Wohnung mit. Sie aber will zuerst noch ihrem Mann sagen, dass sie ihn jetzt für immer verlässt. Nach Stunden des vergeblichen Wartens geht Michael allein nach Hause, nicht wissend, dass die Frau, die er liebt, verhaftet wurde, weil sie ihren Mann getötet hat.
Das Gericht gelangt jedoch zu der Auffassung, Dorothea Angermann habe in Notwehr gehandelt. Daher wird sie freigesprochen. Damit steht einer Ehe mit Michael Sever nichts mehr im Weg.

## Produktionsnotizen
Der Film wurde von der Produktionsfirma KG DIVINA-FILM GmbH & Co. hergestellt. Die Firma gehörte Ilse Kubaschewski, die zugleich Inhaberin des Erstverleihs Gloria-Film GmbH & Co. Filmverleih KG war. 
Die Außenaufnahmen entstanden in Hamburg, so etwa auf dem damaligen Bahnhof Hamburg-Altona, die Atelieraufnahmen von November bis Dezember 1958 im Bavaria-Atelier München-Geiselgasteig. 
Erstmals aufgeführt wurde der Film am 22. Januar 1959 in Hamburg, Ufa-Palast.

## Kritiken
Das Lexikon des internationalen Films bemerkt lapidar, der Film erzähle eine „halb peinliche, halb rührende Geschichte“. Auch Der Spiegel zeigt sich nicht gerade begeistert. Er bemängelt, dass es dem Regisseur nicht gelungen sei, die Vorlage zu einem glaubhaften psychologischen Kinoreißer umzuformen. Was herauskam, sei „fad und matt“. Auch von Ruth Leuwerik heißt es, sie „vermag in der Titelrolle nicht das mutterlose, schon minderjährig schwer geprüfte Pfarrerstöchterlein zu sein; wo Sinnlichkeit nottäte, ist sie allenfalls vage frühreif.“